# 羅謝爾帕克 (新澤西州)
羅謝爾帕克（英語：Rochelle Park）是位於美國新澤西州伯根縣的一個鎮區。

## 地方資料
羅謝爾帕克的面積為2.65平方千米，當中陸地面積為2.57平方千米，而水域面積為0.08平方千米。根據2020年美國人口普查的數據，當地共有人口5814人，而人口密度為每平方千米2,193.96人。